# Municipio Benito Juárez (Sonora)
Koordinaten: 27° 0′ N, 109° 50′ W
Das Municipio Benito Juárez ist eine der 72 Verwaltungseinheiten im mexikanischen Bundesstaat Sonora. Sitz des Municipios ist Villa Juárez. Beim Zensus 2010 wurden im Municipio 22.009 Einwohner gezählt, die Fläche beläuft sich auf 369,7 km².

## Geographie
Das Municipio Benito Juárez liegt im Süden des Bundesstaates Sonora auf einer Meereshöhe von bis zu 100 m in der physiographischen Provinz der pazifischen Küstenebene. Über 95 % des Municipios entwässern über den Río Mayo. Mehr als 80 % der Gemeindefläche werden ackerbaulich genutzt. Im Municipio dominieren Alluvialböden sowie der Bodentyp des Vertisol.
Er grenzt an die Municipios Cajeme und Etchojoa und an den Golf von Kalifornien.

## Geschichte
Nach dem Bau des La-Angostura-Staudamms wurde 1943 der Ort Colonia Irrigación gegründet, dessen Name 1957 in Villa Juárez geändert wurde. 1996 wurde das Municipio Benito Juárez aus Teilen des Municipios Etchojoa gebildet und Villa Juárez als Hauptort bestimmt.

## Orte und Bevölkerung
Das Municipio Benito Juárez umfasst laut Zensus 2010 78 bewohnte localidades, deren größter Ort der Hauptort Villa Juárez (13.770 Einwohner) ist. Neben Villa Juárez gilt auch Paredón Colorado (2665 Einwohner) als urbane Siedlung. Drei weitere localidades wiesen 2010 über zumindest 500 Einwohner auf: Paredoncito (2251), Jecopaco (1196) und Agua Blanca (861).
Von den beim Zensus 2010 gezählten 22.009 Einwohnern des Municipios waren 11.088 männlichen Geschlechts sowie 1036 Sprecher indigener Sprachen. 3134 Menschen lebten in extremer Armut.

## Regierung
Gemeindepräsidenten waren:
- Guillermo Paredes Cebreros (2012–2015)
- Manuel de Jesús Bustamante Sandoval (2009–2012)
- Felipe Mondragón Fragoso (2009)
- Ernesto Cornejo Valenzuela (2006–2009)
- Víctor Molina Beltrán (2003–2006)
- María Cristina Carvajal Pack (2000–2003)
- Ramón Marquez Vera (1997–2000)
- Luis Herrera Portillo (1994–1997)